# Венявский, Генрик
Ге́нрик Веня́вский, в России Генрих Иосифович Венявский (пол. Henryk Wieniawski; 10 июля 1835, Люблин — 31 марта [12 апреля] 1880, Москва) — российский и польский скрипач и композитор.

## Биография
Родился в Люблине, в образованной и ассимилированной еврейской семье. Его отец, выпускник медицинского факультета Варшавского университета, врач Вольф Тобиаш Гельман (1798, Венява — 1884, Люблин) был сыном цирюльника Гершла Меера Гельмана и Гитл Кельманович из местечка Венява — впоследствии еврейского района Люблина; приняв в 1828 году католичество, он сменил имя на Тадеуш Венявский. Его вторая жена (с 1833 года, мать будущего композитора) Регина Вольф (1811, Броды —
1884, Варшава) была дочерью врача Йозефа Вольфа (1766—?) и его жены Элеоноры Эстрайхер (1789—1859), и приходилась родной сестрой композитору Эдуарду Вольфу (1816—1880) и врачу Максимилиану Вольфу (1809—1874). Кроме него у супругов родилось ещё четыре сына: старший Юлиан (1834—1912, ставший писателем), близнецы Юзеф (1837—1912, ставший пианистом) и Александр (1837—1916, бывший недолго оперным певцом; отец композитора Адама Тадеуша Венявского), а также умерший годовалым Каетан (Конрад, 1839—1840). У музыканта был также сводный брат Тадеуш Венявский (1816—1887), от первого брака отца, врач.
Начал учиться музыке в своём родном городе под руководством Станислава Сервачиньского и Яна Хорнзеля. В 1843 году в возрасте 8 лет поступил в Парижскую консерваторию, где учился у Ламбера Массара (скрипка) и Ипполита Коле (гармония и композиция). Консерваторию окончил с золотой медалью и как русский стипендиат получил в дар от царя скрипку Гварнери (дель Джезу).
По окончании курса в 1846 году предпринял артистическое путешествие и в 1848 году давал концерты в Санкт-Петербурге и Москве со своим братом пианистом Юзефом Венявским. В 1851 по 1853 годы вновь гастролировал в России и дал около 200 концертов. В 1858 году сблизился с Рубинштейном, стал концертировать вместе с ним.
В личной жизни музыканта поворотным стал 1859 год, когда произошла его помолвка с дочерью лорда Хэмптона Изабеллой (англ. Isabella Bessie Hampton, 1842—1928). Бракосочетание состоялось в Париже 2 августа 1860 года, на нём присутствовали Г. Берлиоз и Дж. Россини. В браке родилось семеро детей.
С 1862 года по 1868 год Венявский являлся первым профессором класса скрипки Петербургской консерватории (впоследствии, в 1875—1877 гг., преподавал ещё в Брюссельской консерватории). С 1869 по 1872 годы занимал должность придворного солиста Императорского двора и театров в Петербурге.
Семья жены настояла, чтобы композитор застраховал свою жизнь на большую сумму. Необходимость выплат процентов заставила композитора искать дополнительные источники доходов, но общая перегрузка привела к ухудшению здоровья. С 1872 по 1874 годы Венявский вместе с А. Рубинштейном предприняли гастроли по Америке, с которых он вернулся совершенно больным, однако позднее смог частично восстановиться. С участием скрипача триумфально прошёл Русский концерт в зале Трокадеро в Париже на Всемирной выставке 1878 года. Последним годом выступлений Венявского стал 1879-й. В тот год, после сердечного приступа во время концерта в Москве он попал в Мариинскую больницу на Божедомке (современный адрес здания: Москва, улица Достоевского, д. 4 корп. 1; ныне как больница не функционирует).
Из Мариинской больницы его, по просьбе Н. Г. Рубинштейна, забрала Надежда Филаретовна фон Мекк (урождённая Фраловская; род. 29 января [10 февраля] 1831, Смоленская область, д. Сырокоренье Рославльского уезда. — ум. 1 [13] января 1894, Ницца). Она обеспечила безупречный уход за композитором. Пётр Ильич Чайковский писал ей: "Последние дни его [Венявского] будут скрашены Вашими заботами о нём. Очень жаль его. Мы потеряем в нём неподражаемого в своём роде скрипача и очень даровитого композитора. В этом последнем отношении я считаю Венявского очень богато одарённым… ". В доме Н. Ф. фон Мекк на Рождественском бульваре, 12, композитор скончался 31 марта 1880 года в возрасте 44 лет.
Венявский был исключительным виртуозом; обладая замечательным тоном, чарующей певучестью смычка, высокохудожественным пониманием исполняемого и первоклассной техникой, он пользовался неизменным успехом и был любимцем слушателей всех стран.

## Творчество
Как композитор Венявский отличался большим вкусом и оригинальностью мысли. Он писал только для скрипки (сохранилось два концерта и множество отдельных пьес). Все его произведения чрезвычайно благодарны для исполнителя. Особенной популярностью пользуются его «Легенда», «Воспоминание о Москве», Фантазия на темы из «Фауста» Гуно. Первый и второй скрипичный концерты Венявского были записаны рядом выдающихся исполнителей, в том числе: Борисом Гольдштейном, Виктором Пикайзеном, Олегом Крысой (концерт № 1), Исааком Стерном, Яшей Хейфецом, Игорем Ойстрахом, Идой Гендель и Джошуа Беллом (концерт № 2).

## Список сочинений
В приведённый ниже список включены все сохранившиеся сочинения Генрика Венявского, а также некоторые из утраченных.

### Для скрипки с оркестром
Концерты
- Концерт D-dur (1847; неоконченный, утрачен)
- Концерт № 1 fis-moll, соч. 14 (первое исполнение 1853)
- Концерт № 2 d-moll, соч. 22 (первое исполнение 1862)
- Концерт (№ 3) a-moll (1878, утрачен)

Концертные пьесы
- Концертный полонез (№ 1) D-dur, соч. 4 (ок. 1852)
- Элегическое адажио A-dur, соч. 5 (Adagio élégiaque; 1852)
- «Воспоминание о Москве» e-moll, две песни[17] А. Е. Варламова с вариациями, соч. 6 (Souvenir de Moscou; 1852)
- Скерцо-Тарантелла g-moll, соч. 16 (1855)
- Легенда g-moll, соч. 17 (1859)
- Блестящая фантазия на темы из «Фауста» Гуно A-dur, соч. 20 (1865)
- Блестящий полонез № 2 A-dur, соч. 21 (1870)

### Для скрипки с фортепиано
- Большое фантастическое каприччио E-dur, соч. 1 (Grand caprice fantastique; 1846/1847)
- Аллегро g-moll, соч. 2 (совместно с Юзефом Венявским; 1848)
- Концертное рондо в русском стиле D-dur (Rondo russe; 1848; сохранилось к рукописи; первоначальная версия рондо из соч. 10)
- Большой концертный дуэт на тему русского гимна «Боже, Царя храни!» G-dur (совместно с Юзефом Венявским; 1851; сохранился в рукописи)
- «Воспоминание о Познани» d-moll, характеристическая мазурка № 1, соч. 3 (Souvenir de Posen; 1854?)
- Куявяк a-moll, мазурка № 2 (1851)
- Каприччио-вальс E-dur, соч. 7 (1852)
- Большой дуэт в польском стиле, соч. 8 (Grand Duo Polonaise; совместно с Юзефом Венявским[18]; 1852)
- Песня без слов и изящное рондо d-moll, соч. 9 (Romance sans paroles et Rondo élégant; 1852)
- «Русский карнавал», юмористические импровизации и вариации на тему русской народной песни «По улице мостовой», соч. 11 (Le Carnaval Russe; 1852)
- Две салонных мазурки, соч. 12 (1853):
  - Пастораль D-dur (пол. Sielanka, фр. La Champêtre);
  - Польская песня d-moll (пол. Pieśń polska, фр. Chanson polonaise)
- Вариации на собственную тему A-dur (a-moll), соч. 15 (1854)
- Романс Антона Рубинштейна[19] Es-dur (ок. 1860).
- Две характеристических мазурки, соч. 19 (ок. 1860):
  - Оберек G-dur (фр. Obertas);
  - «Деревенский скрипач» D-dur (пол. Dudziarz, фр. Le Ménétrier)
- Три листка из альбома, соч. 23 (был издан только № 1: Жига e-moll, ок. 1876; издана в 1880)
- «Восточная фантазия» a-moll, соч. 24 (Fantasie orientale; 1876, издана посмертно)
- Скрипичное соло для балета Цезаря Пуни «Золотая рыбка» a-moll (издано ок. 1924)

### Прочие сочинения
- «Современная школа», [10] этюдов-каприсов для скрипки соло, соч. 10 (L’École moderne; 1853—1854)
- Пасторальная фантазия, соч. 13 (Fantaisie pastorale; утрачена)
- Польская песня F-dur для голоса с фортепиано (1854)
- Грёза (Rêverie) fis-moll для альта с фортепиано (1855)
- [8] этюдов-каприсов для скрипки в сопровождении другой скрипки, соч. 18 (1862)

### Каденции
- Каденция к скрипичному концерту № 7 a-moll, соч. 9 Пьера Роде (1848)
- Каденция к скрипичному концерту D-dur, соч. 61 Людвига ван Бетховена (1854)
- Каденция к скрипичному концерту № 22 a-moll Джованни Баттисты Виотти (1861)
- Каденция к скрипичному концерту № 17 d-moll Джованни Баттисты Виотти (1862)
- Каденция к арии из оперы «Луг писцов» Фердинана Герольда
- Каденция к скрипичному концерту fis-moll («Патетический»), соч. 23 Генриха Вильгельма Эрнста (1860)
- Каденция к скрипичному концерту № 2 D-dur («Военный»), соч. 21 Кароля Липиньского (1850/1851; утрачена)
- Каденция к скрипичному концерту e-moll, соч. 64 Феликса Мендельсона (1853; утрачена)
- Каденция к скрипичному концерту № 5 a-moll («Концерт Гретри»), соч. 37 Анри Вьётана (1864; утрачена)

## Память
В память о Венявском с 1935 г. проводится Международный конкурс скрипачей имени Венявского, основателем и первым руководителем которого стал его племянник Адам Тадеуш Венявский. Дочь Венявского Ирена Венявская тоже пользовалась определённой известностью как композитор. В 2001 году Польша выпустила памятную монету номиналом в 10 злотых, в память о Генрике Венявском. Монета выпущена из серебра 925 пробы, весом 14,14 граммов.
| |  |  |
| Слева направо: Могила Венявского на кладбище Старые Повонзки в Варшаве, Памятная доска Г. Венявскому в Познани,Мемориальная доска Г. Венявскому в Москве на доме 12 на Рождественском бульваре |  |  |